# 人性課外課
《人性課外課》（：／），由《她愛上了我的謊》導演金鎮民與新人編劇陳漢賽聯手制作的Netflix韓國原創劇集，在2020年4月29日首播。此劇成為美國影視串流平台Netflix2020最多觀眾收看劇集第九名。

## 劇情大綱
一名天賦異稟的高中生決心脫離前途黯淡的人生，為了確保自己能支付大學學費，轉身投向重大犯罪的世界。

## 演員陣容

### 主要人物
| 演員   | 角色   | 中文版本 | 介紹 |
| 金東希 | 吳智洙 | 賈文安   | 成績優異卻社交能力低、被父母拋棄而獨自生活的模範高中生，默默喜歡同班同學葵莉；私下經營援交事業，暱稱「叔叔」 |
| 鄭多彬 | 書敏熙 | 高芸鑠   | 基泰的女友，像智洙一樣過著雙重生活                                                                           |
| 朴柱炫 | 裴葵莉 | 吳佳樺   | 智洙的同學，表面是校內人氣王、聰明又人面廣的富家女                                                           |
| 南潤壽 | 郭基泰 | 孟慶府   | 敏熙的男友，是高中二年級的大哥                                                                               |

### 其他人物
| 演員   | 角色   | 介紹                                         |
| 崔民秀 | 李王哲 | 智洙稱為「李室長」，負責保護及接送援交者     |
| 朴赫權 | 曹振宇 | 智洙、敏熙和葵莉的班導師                     |
| 金麗珍 | 李海京 | 在女性青少年課工作的警察                     |
| 徐藝花 | 羅聖美 | 援交者大姐頭                                 |
| 林基雄 | 劉大烈 | 黑社會大哥、香蕉KTV實際出資者                |
| 白珠熙 | 美貞   | 大烈的愛人、香蕉KTV老闆娘                    |
| 朴浩山 | 吳正鎮 | 智洙父親，待兒子冷漠無情，沉迷賭博並離家出走 |
| 金光奎 |        | 警察局員警                                   |
| 沈宜英 |        | 裴葵莉的母親                                 |
| 金英弼 |        | 裴葵莉的父親                                 |
| 吳光祿 |        | 李室長戰友                                   |

## 製作
2019年4月22日，Netflix宣布人性課外課開拍，金鎮民導演確定將會執導該劇而編劇則由知名編劇宋智娜的兒子陳漢賽擔任 。參與該劇的製作公司為Studio 329。主要角色由金東希、鄭多彬和朴柱炫出演。
2019年8月6日，拍攝結束。
2020年3月19日，公開角色海報。

## 提名與獲獎
| 頒獎典禮     | 時間          | 獎項                  | 入圍者         | 結果 |
| ------------ | ------------- | --------------------- | -------------- | ---- |
| 百想藝術大獎 | 2021年5月13日 | TV部門 電視劇作品賞   | 《人性課外課》 | 提名 |
| 百想藝術大獎 | 2021年5月13日 | TV部門 男子新人演技賞 | 南潤壽         | 提名 |
| 百想藝術大獎 | 2021年5月13日 | TV部門 女子新人演技賞 | 朴柱炫         | 獲獎 |

## 外部連結
- 《人性課外課》在HanCinema的页面（英文）
- 在Netflix上觀看《人性課外課》